# Grammoptera matsudai
Grammoptera matsudai är en skalbaggsart som beskrevs av Hayashi 1974. Grammoptera matsudai ingår i släktet Grammoptera och familjen långhorningar.
Artens utbredningsområde är Taiwan. Inga underarter finns listade i Catalogue of Life.